# Marge Folies
Marge Folies (France) ou Une Marge folle folle folle (Québec) (It's a Mad, Mad, Mad, Mad Marge) est le 21e épisode de la saison 11 de la série télévisée d'animation Les Simpson.

## Synopsis
Au début de l'épisode, le proviseur Skinner remet une caméra à chaque enfant de l'école en leur demandant de réaliser un petit film. Otto Bus, le conducteur du car scolaire, annonce devant la caméra de Bart qu'il va se marier avec sa copine Becky ; Bart propose que le mariage se déroule chez lui. Le jour du mariage, le mariage est annulé car Otto n'approuve pas que son ex-future femme ne veuille pas que le groupe de hard rock Cyanure joue à leur mariage. À la suite de cet incident, Bart propose à Becky de rester à la maison. Elle s'adapte très bien à sa nouvelle maison, ce qui rend Marge furieuse.